# Frank Gun
Frank Gun, né Ferenc Gun le 23 février 1971, est un acteur hongrois de films pornographiques qui commence sa carrière professionnelle au début des années 1990.
Il était toujours en activité en 2009.

## Distinctions
- 2009 :
  - AVN Award  de la meilleure scène de sexe dans une production étrangère (Best Sex Scene in a Foreign-Shot Production) pour ‘’ Ass Traffic 3’’ (avec  Bonny Bon, Anthony Hardwood, Mugar, Nick Lang et Lauro Giotto)